# Polistes reginae
Polistes reginae är en getingart som beskrevs av Meade-waldo 1911. Polistes reginae ingår i släktet pappersgetingar, och familjen getingar. Inga underarter finns listade i Catalogue of Life.